# Baranów (gromada w powiecie puławskim)
Baranów – dawna gromada, czyli najmniejsza jednostka podziału terytorialnego Polskiej Rzeczypospolitej Ludowej w latach 1954–1972.
Gromady, z gromadzkimi radami narodowymi (GRN) jako organami władzy najniższego stopnia na wsi, funkcjonowały od reformy reorganizującej administrację wiejską przeprowadzonej jesienią 1954 do momentu ich zniesienia z dniem 1 stycznia 1973, tym samym wypierając organizację gminną w latach 1954–1972.
Gromadę Baranów z siedzibą GRN w Baranowie utworzono – jako jedną z 8759 gromad na obszarze Polski – w powiecie puławskim w woj. lubelskim na mocy uchwały nr 14 WRN w Lublinie z dnia 5 października 1954. W skład jednostki weszły obszary dotychczasowych gromad Baranów, Zagrody, Motoga, Pogonów, Czołna i Wola Czołnowska ze zniesionej gminy Baranów w tymże powiecie. Dla gromady ustalono 24 członków gromadzkiej rady narodowej.
1 stycznia 1959 do gromady Baranów włączono obszary zniesionych gromad Śniadówka, Zagóźdź (bez wsi Meszno i Kruszyna) i Gródek w tymże powiecie.
Gromada przetrwała do końca 1972 roku, czyli do kolejnej reformy gminnej. 1 stycznia 1973 w powiecie puławskim reaktywowano gminę Baranów.